# Era eofityczna
Era eofityczna – era w dziejach rozwoju roślinności na Ziemi obejmująca interwał od pojawienia się pierwszych prokariotów (według różnych danych około 3–3,5 mld lat temu) do  środkowej części syluru. 
Cechuje się dominacją prokariotów (zwłaszcza sinic), a później także Protophyta w wodach i brakiem organizmów lądowych, z wyjątkiem schyłku ery, gdy w ordowiku pojawiają się pierwsze lądowe grzyby, a w sylurze rośliny zarodnikowe i psylofity. 
Era eofityczna znajduje się pomiędzy erą afityczną a erą paleofityczną. 